# 화통도감
화통도감(火筒都監)은 고려 말기에 설치된 화약 및 화기 제조를 담당하는 기관이다. 1377년 최무선의 건의에 따라 설립되었고, 1389년에 폐지되었다. 로켓형 무기인 주화(走火), 신호용 대포인 신포(信砲)를 비롯하여 18종의 화기를 개발했다.
고려의 무신 최무선은 중국 강남의 상인 이원(李元)으로부터 화약 제조법을 배웠다. 화약의 주원료인 염초(焰硝)의 제조에 성공한 뒤 그 효력을 시험하고 여러 차례 조정에 건의한 끝에 화통도감(火筒都監)이 설치되었다. 화통도감에서는 화약을 제조하고 각종 화기, 즉 대장군포(大將軍砲)·삼장군포(三將軍砲)·이장군포(二將軍砲)·육화석포(六花石砲)·신포(信砲)·화통(火筒)·화전(火箭)·철령전(鐵翎箭)·피령전(皮翎箭)·질려포(疾藜砲)·철탄자(鐵彈子)·천산오룡전(穿山五龍箭)·유화(流火)·주화(走火)·촉천화(觸天火) 등을 만들었다.
이때 만들어진 화포들은 당시 삼남지역에 출몰하여 약탈을 일삼던 왜구를 물리치는 데 사용되었다. 1380년의 진포대첩과 1383년의 관음포대첩에 화포를 사용하여 해적선을 격침시키며 대승을 거두는데 큰 기여를 하였다. 그러나 1389년에 폐지되면서 군기시(軍器寺)에 소속되었다.